# Trinh nữ Phần Lan

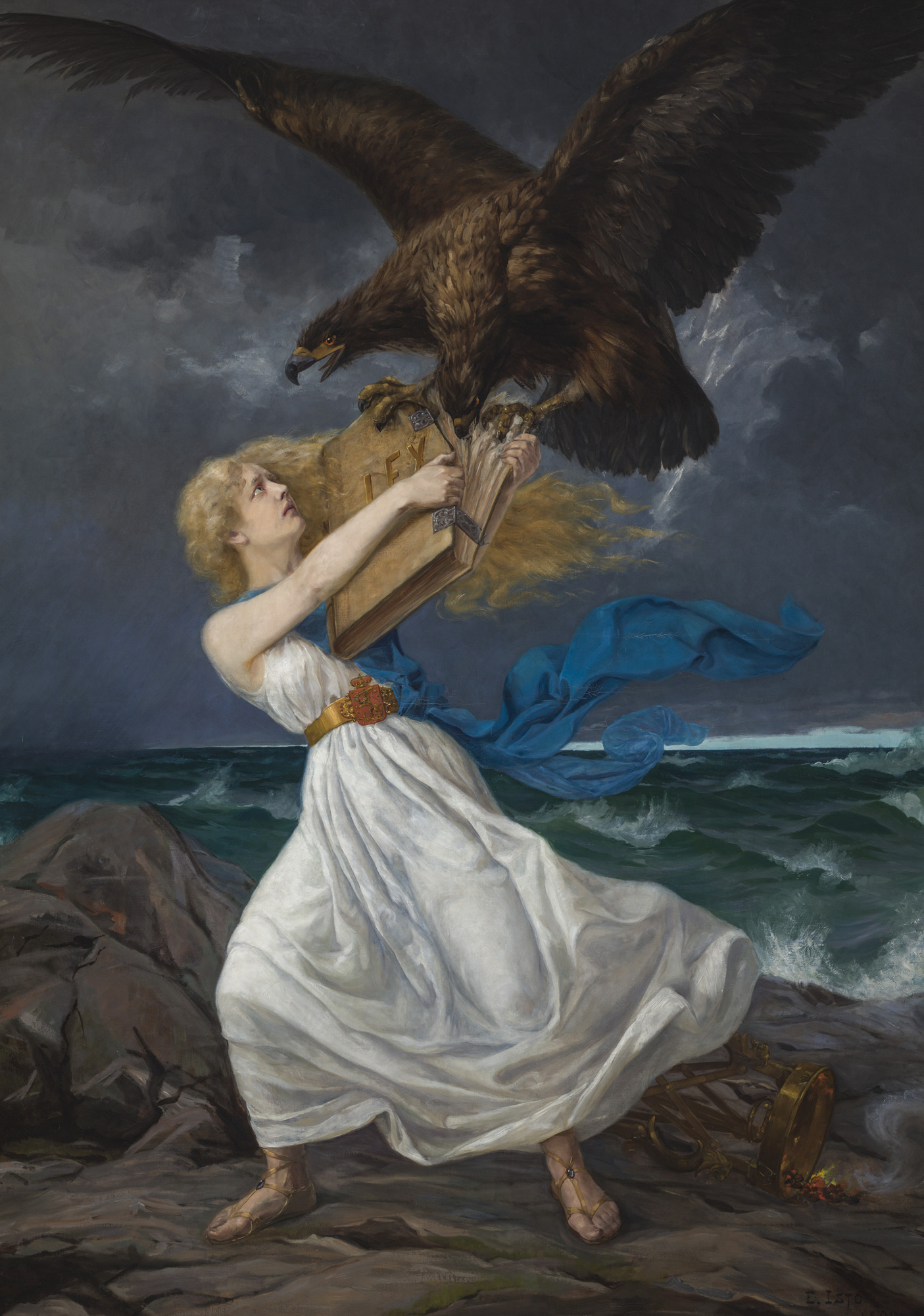
Tranh về người "Trinh nữ Phần Lan" do Eetu Isto sáng tác năm 1899 để mỉa mai về chính sách Nga hóa

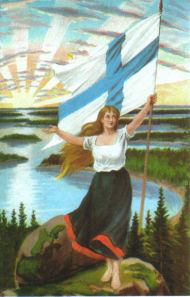
Hình ảnh người trinh nữ Phần Lan trong một bưu thiếp năm 1906.

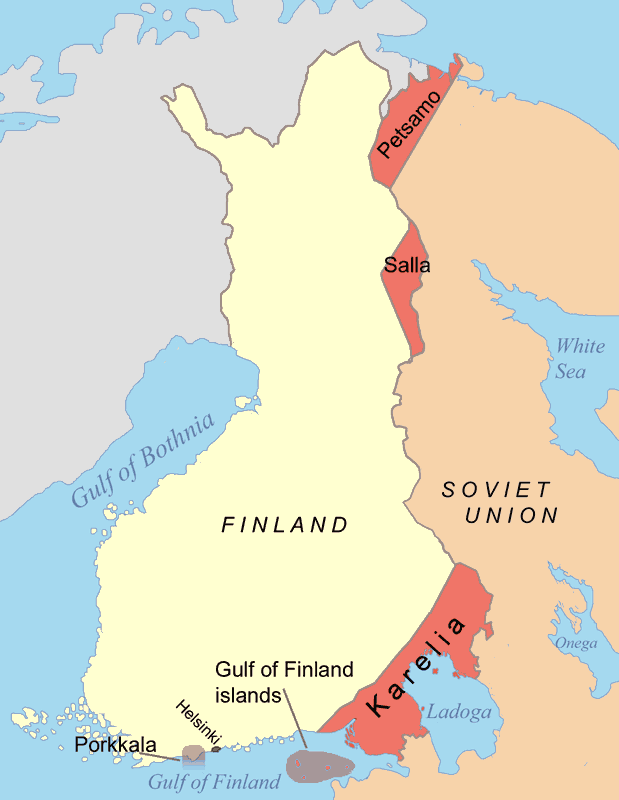
Hình dạng đất nước Phần Lan.

Trinh nữ Phần Lan (tiếng Phần Lan: Suomi-neito, tiếng Thụy Điển: Finlands mö) là một cô gái trẻ được xây dựng thành một hình tượng quốc gia (National personification) của Phần Lan, biểu thị sự hiện thân của bản sắc Phần Lan.

## Mô tả
Trinh nữ Phần Lan được hư cấu là một người phụ nữ trẻ khoảng tuổi đôi mươi với mái tóc vàng bện lại, mắt xanh, mặc một bộ trang phục màu xanh và trắng của đất nước hoặc một chiếc váy trắng, đi chân trần. Nguyên thủy thì cô được gọi là "Aura" theo tên gọi của con sông Aura ở Turku. Trinh nữ Phần Lan đã trở thành một biểu tượng và đã được người Phần Lan đã được sử dụng từ thế kỷ XIX khi cô được nhấn cách là một người phụ nữ đội vương miện và sau đó người Phần Lan sử dụng cô là một hình tượng biểu thị một ý thức dân tộc và độc lập quốc gia của họ. Đôi khi, hình ảnh người trinh nữ Phần Lan cũng được dùng để ám chỉ hình dạng của lãnh thổ Phần Lan trên bản đồ thế giới trước năm 1944. Cụ thể hơn, hình dạng của đất nước Phần Lan thời điểm đó có hình giống như một cô gái với cánh tay phải là vùng Enontekiö, cánh tay trái là vùng Petsamo và khu vực miền Nam đất nước là gấu của chiếc váy dài. Sau hòa ước 1944, Phần Lan buộc phải giao chủ quyền phần cánh tay trái (Petsamo) và một phần gấu váy (Kareliya) cho Liên Xô (và nay là Nga).